# Adam Poprawa

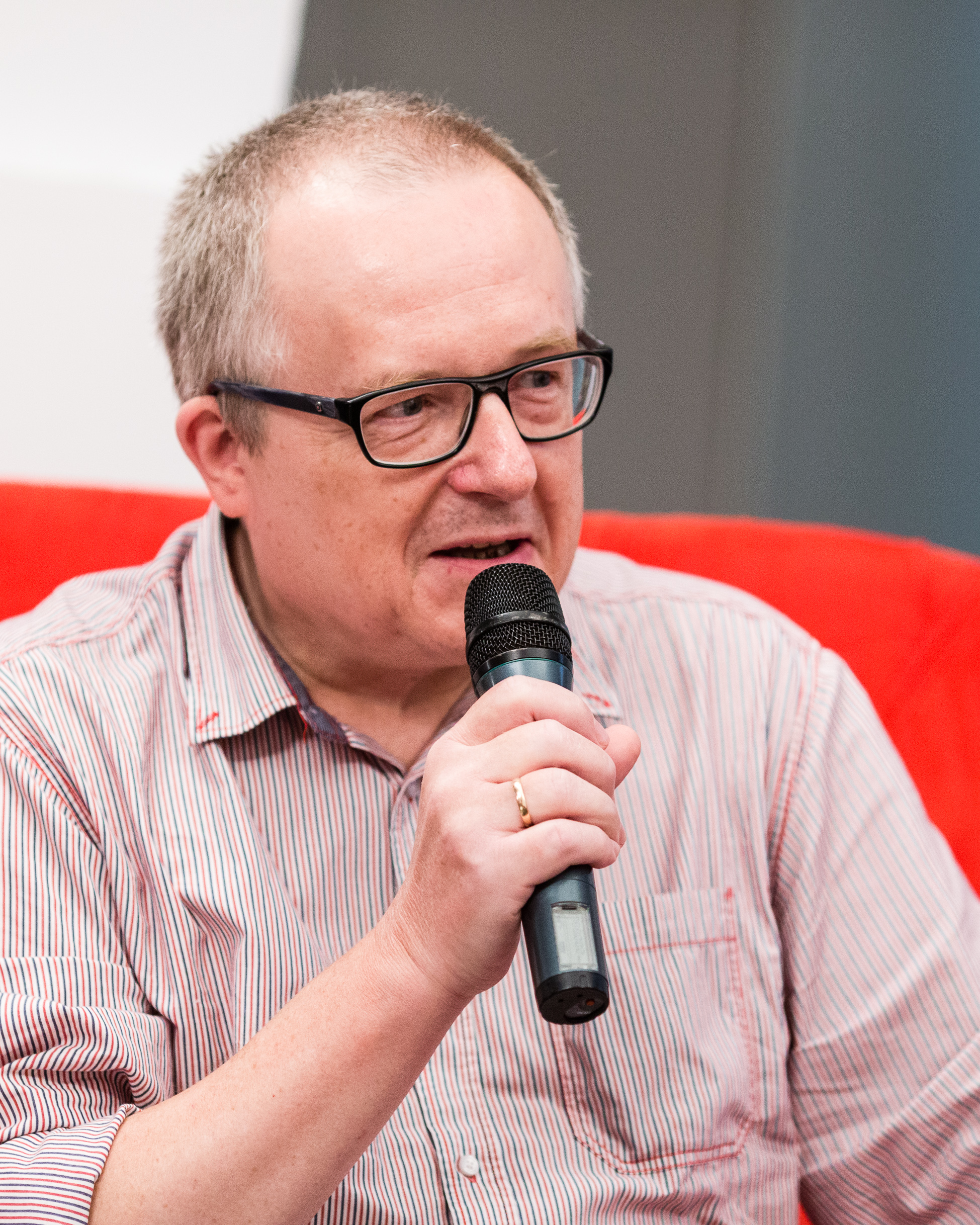
Adam Poprawa, 2019

Adam Poprawa (* 16. Februar 1959 in Breslau) ist ein polnischer Literaturhistoriker, Literaturkritiker, Musikkritiker, Lyriker und Prosaschriftsteller. In seinen wissenschaftlichen Untersuchungen beschäftigt er sich vorwiegend mit der Literatur des 20. und 21. Jahrhunderts, insbesondere mit den Werken von Stanisław Barańczak, Miron Białoszewski und Jarosław Marek Rymkiewicz.

## Leben
Poprawa besuchte das Gymnasium in Breslau. Nach dem Abitur 1978 studierte er Polonistik an der Universität Breslau. Als Student debütierte er 1981 mit dem Gedicht Szymon, Mewy, Tempus manet, aeternitas fugit in der Zeitschrift Refleks. Er erwarb 1983 den Magister und arbeitete anschließend als Bibliothekar und kurzzeitig als Gymnasiallehrer. Daneben begann er 1986, Rezensionen und Literaturkritiken in unterschiedlichen Zeitschriften zu publizieren. 1990 wurde er am Institut für Polnische Literaturgeschichte der Universität Breslau angestellt. Dort promovierte er mit der Arbeit Kultura i egzystencja w poezji Jarosława Marka Rymkiewicza. Seit dem Ende der 1990er Jahre beschäftigte er sich zudem mit Musikkritik und leitete 1999 die Rubrik CDn in der Monatsschrift Odra. Von 2008 bis 2018 war er Jurymitglied des Breslauer Lyrikpreises Silesius. 2014 habilitierte er mit der Arbeit Afirmatywne i krytyczne funkcje formy w polskiej literaturze nowoczesnej.
Er wohnt in Breslau.

## Publikationen

### Dichtung
- Ósmy arkusz. Debiuty poetyckie, 1984, mit Karol Maliszewski
- Przed ziemią, 1984
- Kilka ziaren popiołu, 1985
- Komentarz do Dantego, 1990
- Koncert na adwent, 1995

### Sachbücher
- Mickiewicz, czyli wszystko. Z Jarosławem Markiem Rymkiewiczem rozmawia Adam Poprawa, 1994
- Kultura i egzystencja w poezji Jarosława Marka Rymkiewicza, 1999
- Formy i afirmacje, 2003

### Prosa
- Walce wolne, walce szybkie, 2009
- Kobyłka apokalipsy, 2014

## Nominierungen
- 2010: Nominierung für den Nike-Literaturpreis mit Walce wolne, walce szybkie